# Cannole
Cannole község (comune) Olaszország Puglia régiójában, Lecce megyében.

## Fekvése
A Salentói-félszigeten fekszik, Otranto városától nyugatra.

## Története
A vidék már a neolitikumban lakott volt, erre utalnak a település határában feltárt menhirek. A mai település alapítását a 8. és 12. század közé és valószínűleg a szaracén kalózok elől menekülő tengerparti lakosok alapították.

## Népessége
A lakosság számának alakulása:

## Főbb látnivalói
- Madre di Dio-templom - a 16-17. században épült barokk stílusban.
- Madonna di Costantinopoli-templom - 19. századi kápolna.
- Castello - a település 15. században épült erődítménye.

Cannole határában számos erődített tanya (masseria) áll. Ezek közül a nevezetesebbek:
- Masseria Lama (20. század elején épült)
- Masseria Aleni (18. század vége - 19. század eleje)
- Masseria Crocicchia (20. század eleje)
- Masseria Russa (19. század)
- Masseria Ferrante-Russo (18. század)
- Masseria Lo Pozzo (20. század eleje)
- Masseria Giammanigli (20. század eleje)
- Masseria Piccinna (18-19. század)
- Masseria Torcito; (17. század)
- Masseria Anfiano; (18-19. század)